# Homosocialitet
Homosocialitet är att endast personer av ett kön deltar i, eller kraftigt dominerar, ett visst socialt sammanhang.
Begreppet utvecklades inom genusteori för att förklara hur män identifierar sig med, söker sig till och förstår sin sociala position i förhållande till andra män. Enligt genusvetenskapliga teorier blir kvinnor uteslutna ur dessa sociala sammanhang, dels för att inte störa den ofta ganska intima kulturen, och dels för att de utifrån etablerade maktordningar inte har de ekonomiska, sociala och politiska resurser som enligt teorin anses göra det värt att inkludera kvinnor i vissa grupper. Homosocialitet är bland annat ett begrepp som används för att analysera olika diskriminerande förhållanden inom rekryteringsprocesser eller utnämningsprocesser i styrelser (se även kvotering). 
Begreppet manligt homosocialt begär, pekar på hur de homosociala grupperingar som mäns överordning vilar på ofta visar på ett kluvet förhållande till sexualitet.